# アグロヴァル
アグロヴァル卿（Sir Aglovale）は、アーサー王物語に登場する円卓の騎士のメンバー。ペリノア王の息子であり、兄弟にラモラック卿、パーシヴァル卿がいる。
マロリー版では、まだ幼い弟のパーシヴァル卿を騎士にすべく、キャメロットに参内するシーンが初登場。これ以降、さしたる活躍はない。
最終的には、火刑に処されるグィネヴィアの救出に来たランスロット卿らによって殺害された。